# Set the World on Fire
Set the World on Fire ist ein Album des US-amerikanischen Sängers Johnny Gioeli und des US-amerikanischen Schlagzeugers und Sängers Deen Castronovo, das sie unter dem Namen Gioeli-Castronovo veröffentlichten. Es erschien am 13. Juli 2018.

## Hintergrund
Set the World on Fire war die erste Zusammenarbeit der beiden Musiker seit Double Eclipse, dem Debütalbum der Band Hardline aus dem Jahr 1992. Castronovo hatte die Band verlassen und war fortan unter anderem bei Journey, Ozzy Osbourne, Revolution Saints und The Dead Daisies aktiv, während Gioeli weiterhin Frontsänger bei Hardline blieb und mit Axel Rudi Pell und Crush 40 erfolgreich war. Die Ankündigung des Albums als Debütalbum des Projekts Gioeli-Castronovo erfolgte im Mai 2018. Am 4. Mai wurde Through als erste Single mit Musikvideo veröffentlicht. Das Album erschien am 13. Juli 2018 bei Frontiers Music.
Gioeli und Castronovo wirkten als Lead-Sänger und Komponisten am Album mit. Als Produzent und Texter war Alessandro Del Vecchio verantwortlich, der zuvor ebenfalls bereits bei Hardline mitgewirkt hatte.

## Titelliste
1. Set the World on Fire – 3:30
2. Through – 4:05
3. Who I Am – 2:59
4. Fall Like an Angel – 3:37
5. It’s All About You – 4:33
6. Need You Now – 3:54
7. Ride of Your Life – 3:52
8. Mother – 3:54
9. Walk with Me – 3:49
10. Run for Your Life – 4:52
11. Remember Me – 4:22
12. Let Me Out – 4:25

## Rezeption

### Kritik
Set the World on Fire erhielt überwiegend positive Bewertungen und wurde mehrfach mit dem Debütalbum von Hardline verglichen. Bei stormbringer.at erhielt das Album 4,5 von fünf möglichen Punkten. Die Autorin zieht Vergleiche mit Bon Jovi und lobt die Harmonie der beiden Stimmen. Stefan Haarmann von musikreviews.de bezeichnet das Album als „Meisterwerk“ und „zeitlos“. Walter Scheurer von powermetal.de bewertet das Album mit acht von zehn Punkten, er bezeichnet das Album zwar als vorhersehbar, die Gesangsdarbietung jedoch als sensationell und lobt die Vielfältigkeit der verschiedenen Songs.

### Charts und Chartplatzierungen
Das Album erreichte Platzierungen in den offiziellen Albumcharts von Belgien, Deutschland und der Schweiz. Darüber hinaus erreichte es Platzierungen in den Heatseekers Albums und Independent Albums von Billboard.
| ChartsChartplatzierungen | Höchstplatzierung | Wochen |
| ------------------------ | ----------------- | ------ |
| Deutschland (GfK)        | 90 (1 Wo.)        | 1      |
| Schweiz (IFPI)           | 31 (1 Wo.)        | 1      |